# Goleasca, Giurgiu
Goleasca (în trecut, Uești-Goleasca) este un sat în comuna Bucșani din județul Giurgiu, Muntenia, România.